# Proton Exora
O Exora é uma minivan compacta da Proton.
Algumas versões foram equipadas com transmissão continuamente variável (Câmbio CVT).